# Rohrendorf bei Krems
Rohrendorf bei Krems osztrák község Alsó-Ausztria Kremsvidéki járásában. 2024 januárjában 2117 lakosa volt. 

## Elhelyezkedése

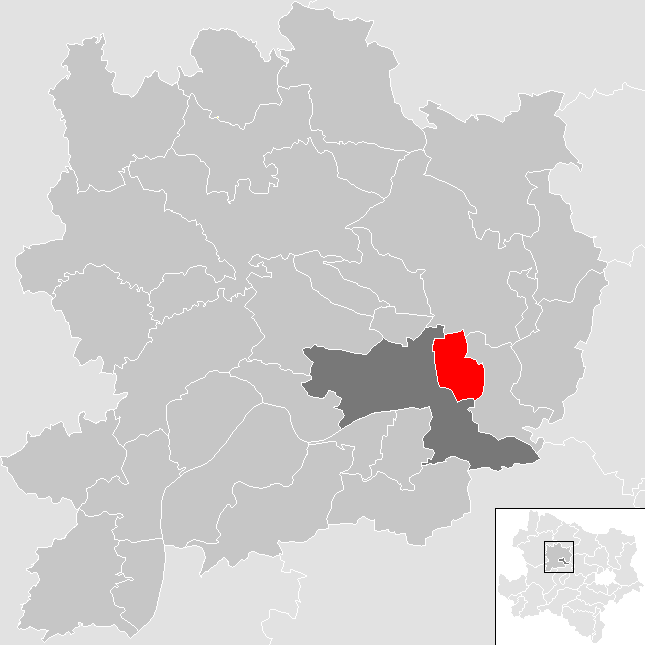
Rohrendorf bei Krems a Kremsvidéki járásban

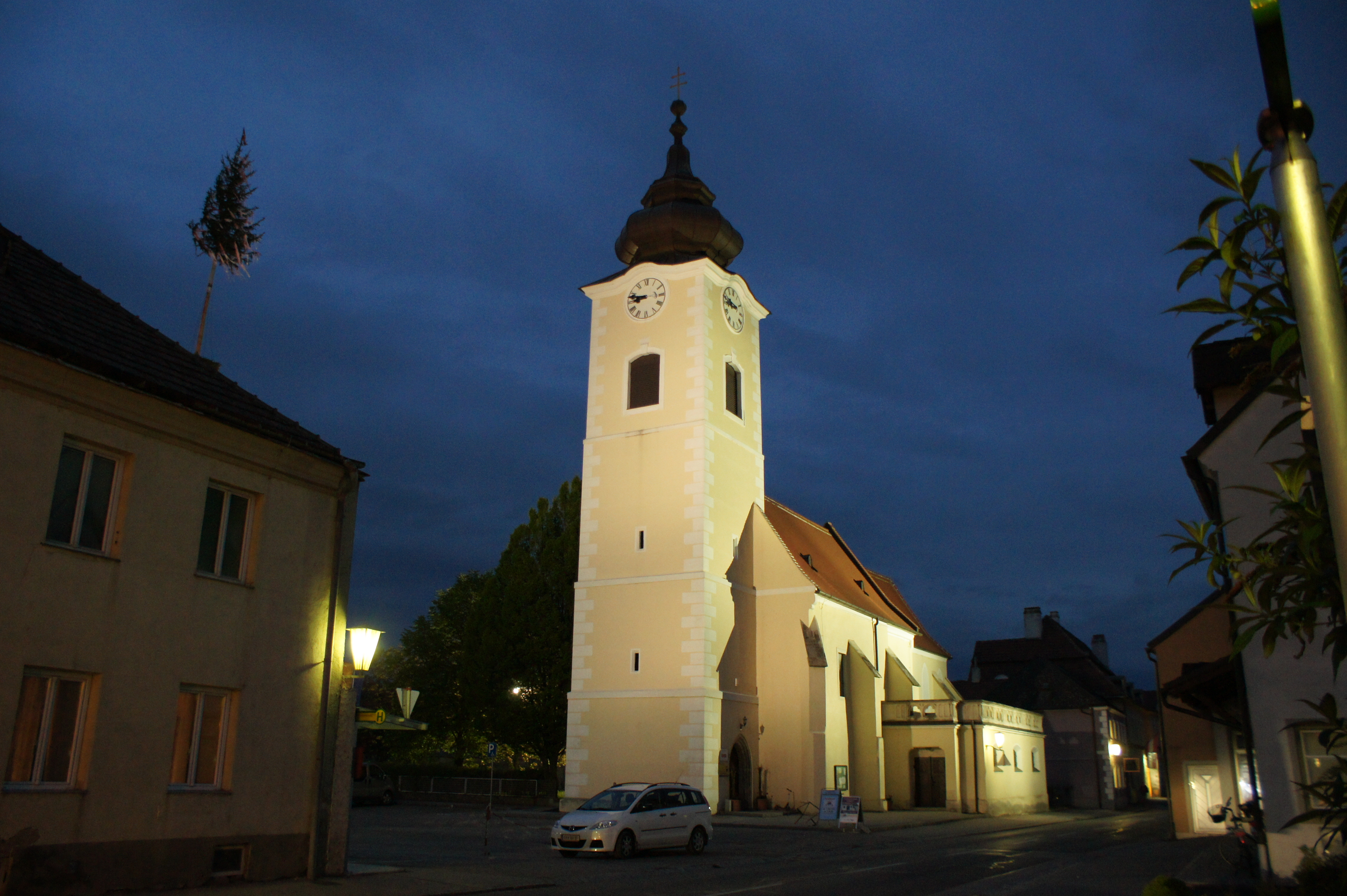
A Szt. Kálmán-plébániatemplom

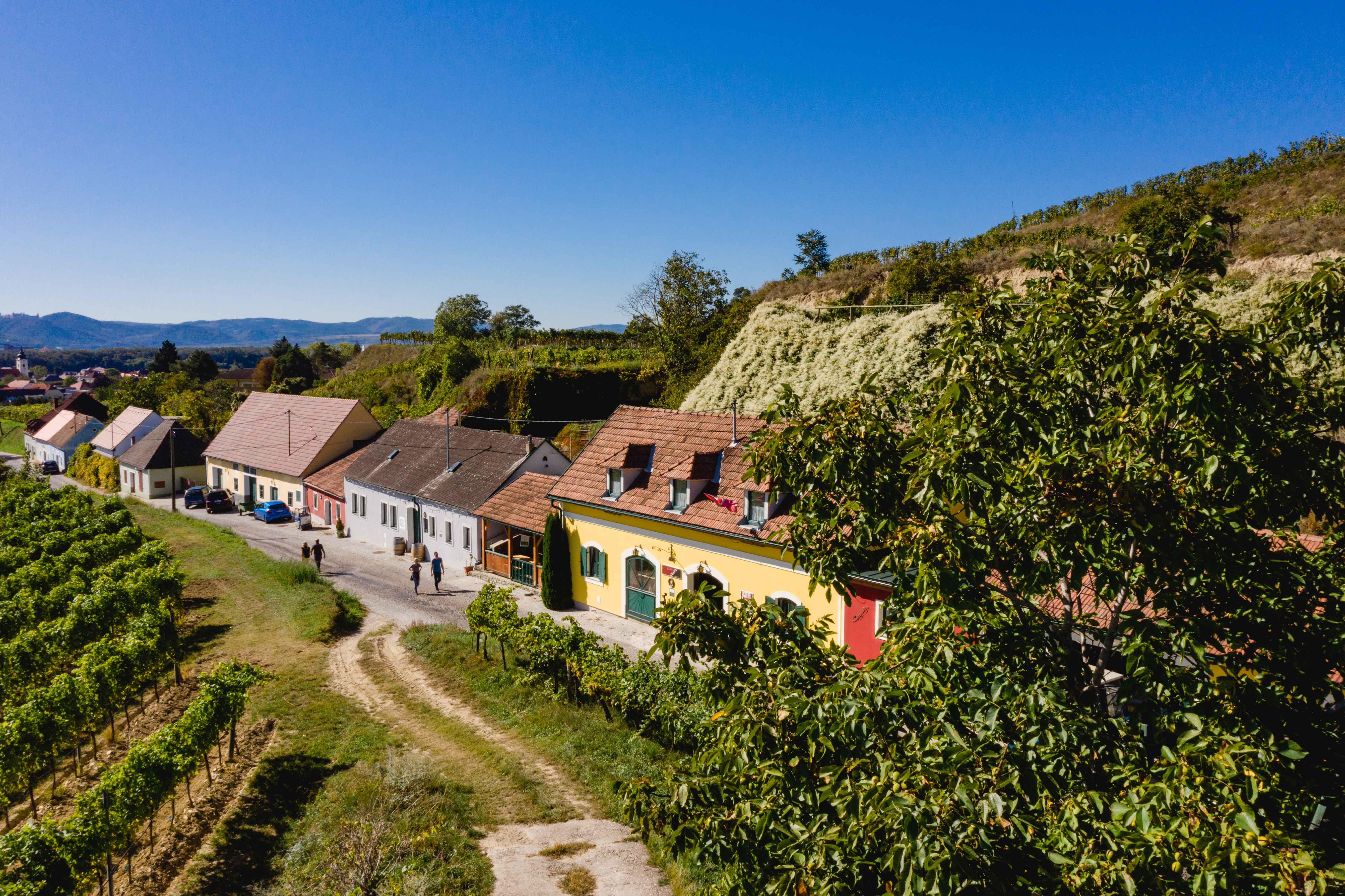
Rohrendorfi pincesor

Rohrendorf bei Krems a tartomány Waldviertel régiójában fekszik, a Dunától északra. Területének 1,6%-a erdő, 40,6% szőlő, 41,4% áll egyéb mezőgazdasági művelés alatt. Az önkormányzathoz egyetlen település tartozik.
A környező önkormányzatok: északra Langenlois, keletre Gedersdorf, nyugatra Krems an der Donau.

## Története
Rohrendorf területe régóta lakott, a régészek őskőkori, hallstatti leleteket és egy longobárd sírt tártak fel. A falut 1113-ban említik először, amikor III. Lipót őrgróf egy itteni földbirtokot adományozott a melki apátságnak. Templomát a 14. században alapították és a melki apátság felügyelete alatt állt, védőszentje is ugyanaz a Szt. Kálmán, mint a kolostoré. A falunak már 1437-ben is volt iskolamestere. A harmincéves háborúban, 1645-ben a Kremset ostromló svéd Torstenson a mai község területén található Schlüsselhofban állította fel főhadiszállását. A napóleoni háborúk idején 1809-ben Napóleon is itt szállt meg.
Az 1848-as forradalom után megszűnt a feudális birtokrendszer és megalakult Oberrohrendorf és Unterrohrendorf községi önkormányzata. Ezeket az Anschluss után Kremshez csatolták. A második világháború után ismét önálló váltak és 1949-ben egyesültek, létrehozva a mai Rohrendorf bei Krems-et. A község 1967-ben kapta a címerét. 

## Lakosság
A Rohrendorf bei Krems-i önkormányzat területén 2024 januárjában 2117 fő élt. Lakosságszáma 1961 óta gyarapodó tendenciát mutat. 2022-ben az ittlakók 91,3%-a volt osztrák állampolgár; a külföldiek közül 0,5% a régi (2004 előtti), 4,2% az új EU-tagállamokból érkezett. 2,7% a volt Jugoszlávia (Horvátország és Szlovénia kivételével) vagy Törökország; 1,2% egyéb ország polgára volt. 2001-ben a lakosok 85,8%-a római katolikusnak, 1% evangélikusnak, 0,5% ortodoxnak, 3,2% mohamedánnak, 7,3% pedig felekezeten kívülinek vallotta magát. Ugyanekkor 2 magyar élt a községben; a legnagyobb nemzetiségi csoportot a németek (94,3%) mellett a törökök alkották 1,6%-kal. 
A népesség változása:

| 2016 | 2 081 |
| 2018 | 2 091 |

## Látnivalók
- a Szt. Kálmán-plébániatemplom
- a rohrendorfi pincefesztivál